# Kimo Oesch
Kimo Oesch (* 19. März 2003) ist ein Schweizer Unihockeyspieler, der beim Nationalliga-A-Verein HC Rychenberg Winterthur unter Vertrag steht.

## Karriere
Oesch debütierte 2020 in der Nationalliga A für den HC Rychenberg Winterthur.